# Jokichi Ikarashi
Jokichi Ikarashi (26 de janeiro de 1902 – 23 de julho de 2013) foi um supercentenário japonês que foi considerado o homem vivo verificado mais velho no mundo após a morte de James McCoubrey em 5 de julho de 2013, até morrer 18 dias depois de pneumonia. No entanto, foi posteriormente determinado que Salustiano Sanchez (que morreu 52 dias após Ikarashi), nasceu antes de Ikarashi e, portanto, ele era o homem vivo mais velho do mundo. Como afirmou o Ministério da Saúde, Trabalho e Bem-estar do Japão, Ikarashi foi o homem vivo mais velho do Japão em 12 de junho de 2013 após a morte de Jiroemon Kimura. 
Ikarashi trabalhou como fazendeiro antes da sua aposentadoria. Ele declarou seu desejo de se tornar um centenário por muitos anos, e ele brincou que ele "esqueceu de morrer" no seu 110.º aniversário. Ikarashi tinha quatro filhos, onze netos, vinte e dois bisnetos e um trineto. Ele nunca teve ferimentos graves ou doenças que não uma queda de uma árvore que quebrou o pé esquerdo aos 91 anos. Ikarashi gostava de cantar, comia três refeições por dia e evitava o álcool e o tabaco (o que ele acreditava por sua longevidade). Ikarashi passou a gastar a maior parte do tempo na cama em junho de 2013. No momento da sua morte, Ikarashi morava em um lar de idosos em Sanjo, Niigata. Após sua morte, Sakari Momoi tornou-se o homem vivo mais velho do Japão.